# Brezici (Derventa)
Brezici (szerbül: Брезици), település Bosznia-Hercegovinában, Derventa községben, a Szerb Köztársaság északi régiójában. 

## Fekvése
A település Bosznia-Hercegovina északi részén, Dobojtól légvonalban 18, közúton 24 km-re északnyugatra, községközpontjától légvonalban 13, közúton 15 km-re délkeletre fekvő dombos vidéken, a Veličanska-pataktól keletre fekvő dombvidéken, 180-265 méteres magasságban fekszik.

## Népessége
| Nemzetiségi csoport | Népesség 1991 | Népesség 2013 |
| ------------------- | ------------- | ------------- |
| Szerb               | 1             | 0             |
| Bosnyák             | 0             | 0             |
| Horvát              | 604           | 17            |
| Jugoszláv           | 5             | 0             |
| Egyéb               | 11            | 0             |
| Összesen            | 621           | 17            |

## Története
Augustin Miletić atya 1813-as, többek között a velikai (tkp. modrani) plébánián végzett összeírása szerint Brezici és Tunjestala falvakban együtt 20 katolikus ház és 155 katolikus élt, akik közül 91 felnőtt és 64 gyermek volt. A horvát lakosságú település 1878-ig tartozott az Oszmán Birodalomhoz. Ekkor a berlini kongresszus határozata alapján az Osztrák-Magyar Monarchia része lett. 1879-ben az első osztrák-magyar népszámlálás során a Derventi járáshoz tartozó településnek 30 háztartása és 206 római katolikus lakosa volt. 1910-ben a Derventai járáshoz tartozó településen 57 háztartást és 374 római katolikus lakost találtak. A monarchia szétesésével 1918-ban előbb a Szerb-Horvát-Szlovén Királyság, majd 1929-től a Jugoszláv Királyság része lett. 1921-ben a Derventai járáshoz tartozó településnek 429 lakosa volt, közülük 417 római katolikus, 11 muszlim és 1 ortodox volt. Az 1929-es törvény értelmében, amikor Bosznia-Hercegovinát négy banovinára, Drinskára, Vrbaskára, Zetskára és Primorskára osztották, a település a Vrbaska banovina (Orbászi Bánság) része lett, amelynek székhelye Banja Luka volt. 1939-ben a közigazgatás átszervezésével a Hrvatska banovina (Horvát Bánság) része lett.
A második világháborúban Jugoszlávia megszállása után a Független Horvát Állam (NDH) része lett. A második világháború után 1992-ig a település a szocialista Jugoszlávia keretében a Bosznia-Hercegovinai Népköztársaság része volt. 1992-ben a szerb szélsőségesek lerombolták a falu katolikus templomát, lakosságát pedig elűzték. A boszniai háborút lezáró daytoni békeszerződés rendelkezése alapján az ország területét felosztották a Bosznia-hercegovinai Föderáció és a boszniai Szerb Köztársaság között. A békeszerződés utáni területmegosztási megállapodás értelmében a település Derventa község részeként a Boszniai Szerb Köztársasághoz került.

## Nevezetességei
A Kármelhegyi Boldogasszony tiszteletére szentelt római katolikus temploma. Az újjáépített templom felszentelése 2012. április 21-én volt, miután 1966-ban épített elődjét a szerbek 1992-ben lerombolták. A templom a plehani plébánia filiája.